# Mitracarpus bicrucis
Mitracarpus bicrucis är en måreväxtart som beskrevs av Nélida María Bacigalupo och Elsa Leonor Cabral. Mitracarpus bicrucis ingår i släktet Mitracarpus och familjen måreväxter.
Artens utbredningsområde är Bolivia. Inga underarter finns listade i Catalogue of Life.